# Filippo Baroncini
Filippo Baroncini (* 26. August 2000 in Massa Lombarda) ist ein italienischer Radrennfahrer.

## Sportlicher Werdegang
Mit dem Wechsel in die U23 wurde Baroncini Mitglied 2019 im italienischen UCI Continental Team Beltrami-Tsa. Zur Saison 2021 wechselte er zum Team Colpack Ballan. Für das Team gewann er das Einzelzeitfahren des Giro Ciclistico d’Italia sowie im UCI Nations’ Cup U23 eine Etappe bei der Étoile d’Or. Bei den nationalen Meisterschaften wurde Baroncini U23-Meister im Einzelzeitfahren und U23-Vizemeister im Straßenrennen. Bei den UEC-Straßen-Europameisterschaften 2021 gewann er die Silbermedaille im Straßenrennen der U23. Zwei Wochen später wurde er bei den UCI-Straßen-Weltmeisterschaften in Löwen U-23-Weltmeister im Straßenrennen.
Aufgrund seiner Leistungen erhielt Baroncini die Möglichkeit, 2021 als Stagaire für das UCI WorldTeam Trek-Segafredo zu fahren. Ab der Saison 2023 wurde er festes Teammitglied bei Trek-Segafredo. Wertvollstes Ergebnissen in den zwei Jahren bei Traj war der neunte Gesamtrang bei der Tour de Wallonie 2023.
Zur Saison 2024 wechselte Baroncini in das UAE Team Emirates, wo er im September im Super 8 Classic seinen ersten Profisieg einfuhr. Die Vuelta a España 2024, seine erste Grand Tour, beendete er auf dem 66. Gesamtrang.
Bei der Polen-Rundfahrt 2025 war Baroncini auf der 3. Etappe am 6. August bei einem Sturz mit einer Mauer kollidiert. Am 9. August wurde bekannt, dass er in ein künstliches Koma versetzt wurde. Wie der Teamchef Mauro Gianetti sagte, schwebe Baroncini jedoch nicht in Lebensgefahr. Vitale Organe hätten keinen Schaden genommen. Mit Stand 11. August befindet er sich in im Mailänder Krankenhaus Ospedale Niguarda Ca’ Granda weiterhin in einem künstlichen Koma.

## Erfolge
2021
- eine Etappe Giro Ciclistico d’Italia
- eine Etappe Étoile d’Or
- Weltmeister – Straßenrennen (U23)
- Europameisterschaften – Straßenrennen (U23)
- Italienischer Meister – Zeitfahren (U23)

2024
- Super 8 Classic

2025
- Gesamtwertung Belgien-Rundfahrt

## Grand-Tour-Platzierungen
| Grand Tour            | 2024 | 2025 |
| --------------------- | ---- | ---- |
| Giro d’ItaliaGiro     | –    | 78   |
| Tour de FranceTour    | –    | –    |
| Vuelta a EspañaVuelta | 66   | –    |